# Communauté de communes du Massif du Sancy
La communauté de communes du Massif du Sancy est une communauté de communes française, située dans les départements du Puy-de-Dôme et du Cantal en région Auvergne-Rhône-Alpes.

## Historique
La communauté de communes du Massif du Sancy (CCMS) a été créée le 1er janvier 2000 par un arrêté préfectoral du 10 décembre 1999. Elle comprenait alors huit communes : Besse, La Bourboule, Chambon-sur-Lac, Chastreix, Mont-Dore, Murat-le-Quaire, Murol et Picherande.
Fin 2000, Égliseneuve-d'Entraigues et Saint-Diéry intègrent la communauté de communes, puis Saint-Nectaire en 2009 et cinq autres communes (Compains, Espinchal, Saint-Pierre-Colamine, Saint-Victor-la-Rivière et Valbeleix) en 2012.
L'office de tourisme communautaire a été créé le 1er janvier 2003. Regroupant les communes déjà membres de la CCMS, il se compose de onze bureaux de tourisme.
Le projet de schéma départemental de coopération intercommunale (SDCI) du Puy-de-Dôme, dévoilé le 5 octobre 2015, proposait le maintien de la structure intercommunale en l'état, en ajoutant trois communes afin de créer une cohérence entre espace naturel protégé, domaine skiable ou voie de communication : La Godivelle (issue d'Ardes Communauté), Le Vernet-Sainte-Marguerite (issue de la communauté de communes Les Cheires) et Saint-Genès-Champespe (issue de Sancy-Artense Communauté). Portée à dix-neuf communes, la population se rapproche des dix mille habitants. Pourrait s'y ajouter également Montgreleix, située dans le Cantal, actuellement rattachée à la communauté de communes du Cézallier.
Adopté en mars 2016, le SDCI prend en compte le rattachement de la commune de Montgreleix. Ainsi, la future communauté de communes élargie comprend vingt communes.
Le nouveau périmètre de la communauté de communes est confirmé par un arrêté du 10 octobre 2016.
Le 1er janvier 2019, Saint-Diéry fusionne avec Creste (Agglo Pays d'Issoire). La nouvelle commune conserve le même nom et fait partie de Massif du Sancy.

## Territoire communautaire

### Géographie
La communauté de communes du massif du Sancy est située au sud-ouest du Puy-de-Dôme, au cœur du parc naturel régional des volcans d'Auvergne (à l'exception de Saint-Diéry). Elle jouxte les intercommunalités Dômes Sancy Artense à l'ouest et au nord-ouest, Mond'Arverne Communauté au nord-est, Agglo Pays d'Issoire à l'est et dans le département limitrophe du Cantal, au sud, Hautes Terres Communauté.
Le territoire communautaire est desservi par plusieurs routes départementales secondaires :
- la RD 978 (liaison de Clermont-Ferrand à Besse, Égliseneuve-d'Entraigues et le nord du département du Cantal) ;
- la RD 996, desservant La Bourboule, Mont-Dore, Chambon-sur-Lac, Murol et Saint-Nectaire (axe menant à Issoire) ;
- la RD 5 (liaison de Clermont-Ferrand à Murol et Besse) ;
- la RD 26 desservant Valbeleix, Compains et Espinchal ;
- la RD 130 (axe de dédoublement entre La Bourboule et Mont-Dore) ;
- la RD 149 desservant la station de ski de Super-Besse ;
- la RD 203 desservant notamment Chastreix et Picherande ;
- la RD 614 reliant Picherande à Saint-Genès-Champespe.

### Composition
La communauté de communes est composée des 20 communes suivantes :

| Nom                         | Code Insee | Gentilé           | Superficie (km2) | Population (dernière pop. légale) | Densité (hab./km2) |
| --------------------------- | ---------- | ----------------- | ---------------- | --------------------------------- | ------------------ |
| Mont-Dore (siège)           | 63236      | Montdoriens       | 35,87            | 1 200 (2022)                      | 33                 |
| Besse-et-Saint-Anastaise    | 63038      | Bessards          | 72,38            | 1 445 (2022)                      | 20                 |
| La Bourboule                | 63047      | Bourbouliens      | 12,74            | 1 739 (2022)                      | 136                |
| Chambon-sur-Lac             | 63077      |                   | 46,93            | 407 (2022)                        | 8,7                |
| Chastreix                   | 63098      | Toupis            | 45,12            | 233 (2022)                        | 5,2                |
| Compains                    | 63117      | Compainteyres     | 50,16            | 126 (2022)                        | 2,5                |
| Égliseneuve-d'Entraigues    | 63144      | Égliseneuvois     | 56,43            | 328 (2022)                        | 5,8                |
| Espinchal                   | 63153      | Espinchalous      | 8,85             | 73 (2022)                         | 8,2                |
| La Godivelle                | 63169      |                   | 15,44            | 17 (2022)                         | 1,1                |
| Montgreleix                 | 15132      |                   | 17,63            | 31 (2022)                         | 1,8                |
| Murat-le-Quaire             | 63246      | Muratois          | 11,64            | 486 (2022)                        | 42                 |
| Murol                       | 63247      | Murolais          | 15,05            | 670 (2022)                        | 45                 |
| Picherande                  | 63279      | Picherandais      | 44,26            | 315 (2022)                        | 7,1                |
| Saint-Diéry                 | 63335      | Sandésidériens    | 24,11            | 541 (2022)                        | 22                 |
| Saint-Genès-Champespe       | 63346      | Champespois       | 32,33            | 205 (2022)                        | 6,3                |
| Saint-Nectaire              | 63380      | Saint-Nectairiens | 33,26            | 796 (2022)                        | 24                 |
| Saint-Pierre-Colamine       | 63383      | Colaminois        | 17,2             | 248 (2022)                        | 14                 |
| Saint-Victor-la-Rivière     | 63401      |                   | 18,89            | 242 (2022)                        | 13                 |
| Valbeleix                   | 63440      |                   | 22,41            | 145 (2022)                        | 6,5                |
| Le Vernet-Sainte-Marguerite | 63449      | Vernetois         | 25,03            | 329 (2022)                        | 13                 |

### Démographie

#### Évolution démographique
| 1968   | 1975   | 1982   | 1990   | 1999   | 2010  | 2015  | 2021  |
| ------ | ------ | ------ | ------ | ------ | ----- | ----- | ----- |
| 13 730 | 12 965 | 12 454 | 11 515 | 10 616 | 9 877 | 9 642 | 9 598 |

Dans les limites de l'intercommunalité en vigueur en 2024, le taux annuel moyen de variation de la population depuis la période 1968-1975 jusqu'à la période 2015-2021 reste négatif, y compris pour cette dernière période (– 0,1 %), mais il l'est moins du fait d'un solde migratoire positif ( 0,7 %). Le solde naturel est négatif (– 0,7 %, taux de natalité de 7,1 ‰ et de mortalité de 14,4 ‰).

#### Pyramide des âges
| Hommes | Classe d’âge | Femmes |
| ------ | ------------ | ------ |
| 0,8    | 90 ans ou +  | 2,7    |
| 8,6    | 75 à 89 ans  | 12,6   |
| 24,7   | 60 à 74 ans  | 23,7   |
| 22,9   | 45 à 59 ans  | 21,7   |
| 16,0   | 30 à 44 ans  | 15,3   |
| 12,8   | 15 à 29 ans  | 11,4   |
| 14,3   | 0 à 14 ans   | 12,8   |

| Hommes | Classe d’âge | Femmes |
| ------ | ------------ | ------ |
| 0,7    | 90 ans ou +  | 2,1    |
| 7,4    | 75 à 89 ans  | 10,2   |
| 17,7   | 60 à 74 ans  | 18,6   |
| 20,2   | 45 à 59 ans  | 19,2   |
| 18,4   | 30 à 44 ans  | 17,4   |
| 18,6   | 15 à 29 ans  | 17,2   |
| 17,0   | 0 à 14 ans   | 15,3   |

La population de la communauté de communes est relativement âgée. En 2021, le taux de personnes d'un âge inférieur à 30 ans s'élève à 25,6 %, soit un taux inférieur à la moyenne départementale (33,9 %). Le taux de personnes d'un âge supérieur à 60 ans (36,5 %) est supérieur au taux départemental (28,5 %).
En 2021, la communauté de communes comptait 4 723 hommes pour 4 875 femmes, soit un taux de 50,79 % de femmes, inférieur au taux départemental (51,60 %).

### Logement
En 2021, la communauté de communes comptait 15 728 logements. La majorité d'entre eux sont des résidences secondaires, où la part s'élève à 61,9 %. Les résidences principales ne concernent que 30,5 % des logements et les logements vacants 7,6 %. Ces logements étaient pour 49,3 % d'entre eux des maisons individuelles et pour 50,1 % des appartements.
La proportion des résidences principales, propriétés de leurs occupants était de 69,9 % ; la part de logements loués s'élevait à 25,1 %, dont 4,3 % de logements HLM.

### Économie
Deux des communes de la CCMS (La Bourboule et Mont-Dore) sont des villes thermales. Cinq communes sont classées stations touristiques (La Bourboule, Le Mont-Dore, Chambon-sur-lac, Murol,Saint-Nectaire et Besse-et-Saint-Anastaise) et cinq communes sont commune touristique (Murat-le-Quaire, Chastreix, Picherande, Egliseneuve-d'Entraigues et Saint-Victor-la-Rivière).

#### Emploi
En 2017, la population âgée de 15 à 64 ans s'élevait à 5 785 personnes, parmi lesquelles on comptait 79,4 % d'actifs dont 72,8 % ayant un emploi et 6,5 % de chômeurs.
On comptait 5 001 emplois dans la zone d'emploi. Le nombre d'actifs ayant un emploi résidant dans la zone étant de 4 306, l'indicateur de concentration d'emploi est de 116,1 %, ce qui signifie que l'intercommunalité offre plus d'un emploi par habitant actif.

#### Entreprises et zones d'activités
Des zones d'activités, dont la communauté de communes établit un schéma depuis 2005, ont été réalisées à Besse et à La Bourboule, mais également à Murol, Saint-Diéry et à Égliseneuve-d'Entraigues. Par ailleurs, trois zones doivent être requalifiées.
Au 31 décembre 2017, la communauté de communes comptait 1 198 entreprises : 74 dans l'industrie, 133 dans la construction, 534 dans le commerce, transport, hébergement et restauration, 195 dans les services marchands aux entreprises et 262 dans les services marchands aux particuliers, ainsi que 1 495 établissements.

#### Tourisme
A janvier 2024, la communauté de communes comptait 55 hôtels, 35 campings, 13 résidences de tourisme, 7 villages vacances, 46 Chambres d'Hôtes, 40 auberges collectives et 3 936 meublés de tourisme.
La répartition est la suivante:
|                         | Nombre d'établissements | % en ets marchands | Nombre de lits | % en lits marchands |
| Meublés et gîtes        | 3 936                   | 94,7%              | 19 741         | 48,6%               |
| Hôtellerie de plein air | 35                      | 0,8%               | 11 080         | 27,3%               |
| Hôtellerie              | 55                      | 1,3%               | 2 952          | 7,3%                |
| Auberges collectives    | 40                      | 1,0%               | 2 217          | 5,2%                |
| Village-vacances        | 7                       | 0,2%               | 2 253          | 5,6%                |
| Résidences de tourisme  | 13                      | 0,3%               | 2 054          | 5,1%                |
| Chambres d'hôtes        | 46                      | 1,1%               | 383            | 0,9%                |
| TOTAL                   | 4 156                   |                    | 40 590         |                     |

##### Evènements touristiques
Depuis 2007, le festival Horizons «Arts Nature» en Sancy est organisé tous les étés par l'office de tourisme du Sancy dans le massif, avec une dizaine d'installations in situ en libre accès, qui attirent plusieurs dizaines de milliers de visiteurs.

## Administration

### Siège
Le siège de la communauté de communes est situé au Mont-Dore.

### Les élus
La communauté de communes est gérée par un conseil communautaire composé de 35 membres représentant chacune des communes membres.
Ils sont répartis comme suit :
| Nombre de délégués | Communes |
| ------------------ | --- |
| 6                  | La Bourboule |
| 5                  | Besse-et-Saint-Anastaise, Mont-Dore |
| 2                  | Murol, Saint-Nectaire |
| 1                  | Chambon-sur-Lac, Chastreix, Compains, Égliseneuve-d'Entraigues, Espinchal, La Godivelle, Montgreleix, Murat-le-Quaire, Picherande, Saint-Diéry, Saint-Genès-Champespe, Saint-Pierre-Colamine, Saint-Victor-la-Rivière, Valbeleix, Le Vernet-Sainte-Marguerite |

### Présidence - Bureau
La communauté de communes est présidée par Lionel Gay, maire de Besse-et-Saint-Anastaise (réélu en juillet 2020)
Le bureau communautaire est composé de 7 vice-présidents, 2 conseillers délégués et 6 membres (élections de juillet 2020 et modifié en novembre 2023) :
- François Constantin (maire de La Bourboule) : 1er vice-président, chargé des services à la population, des projets structurants et de la liaison avec les grands équipements;
- Sébastien Dubourg (maire de Mont-Dore) : 2e vice-président, chargé du développement du tourisme et du thermalisme
- Sébastien Gouttebel (maire de Murol) : 3e vice-président, chargé de la Gestion des Milieux Aquatiques et de la Prévention des Inondations (GEMAPI), des ressources naturelles ;
- Jocelyne Mansana (maire de La Godivelle) : 4e vice-présidente, chargée de l’Environnement du Patrimoine et des Espaces Naturels
- Jean-François Cassier (maire de Murat-le-Quaire) : 5e vice-président, chargé de la mobilité;
- Emmanuel Labasse (maire de Chambon-sur-Lac) : 6e vice-président chargé des Droits du Citoyen et de l'habitat ;
- Frédéric Echavidre (maire de Picherande) : 7e vice-président, chargé de la pleine nature, des Zones Nordiques et de diversification des activités;
- Violette Eyragne (La Bourboule) : 1re conseillère déléguée chargée de l'énergie et de la transition énergétique ;
- Henri Valette (maire de Compains) : 2e conseiller délégué chargé de l'action sociale
- Michel Babut (maire de Chastreix);
- Alphonse Bellonte (maire de Saint-Nectaire);
- Frédéric Chassard (maire de Saint-Diéry);
- Michel Clech (maire de Saint-Pierre-Colamine);
- Roger Dumontel (Murol)
- Jean Mage (maire de Montgreleix)

| Période                                  | Période                    | Identité   | Étiquette | Qualité                                                                      |
| ---------------------------------------- | -------------------------- | ---------- | --------- | ---------------------------------------------------------------------------- |
| Les données manquantes sont à compléter. |                            |            |           |                                                                              |
| 2003                                     | 2014                       | André Gay  | PS        |                                                                              |
| 2014                                     | En cours (au 11 août 2020) | Lionel Gay | DVG       | Maire de Besse-et-Saint-Anastaise Conseiller départemental (canton du Sancy) |

### Compétences
La communauté de communes exerce plusieurs compétences :
- l'aménagement de l'espace (charte locale paysagère, schéma de cohérence territoriale, aménagement rural et création de zones d'aménagement concerté), y compris les routes d'intérêt communautaire ;
- le développement économique (zones d'activité, l'équipement de la voirie communautaire, l'hébergement touristique, la gestion du domaine skiable — notamment les stations du Mont-Dore et de Super-Besse — ou le développement du commerce rural) ;
- la protection et la mise en valeur de l'environnement (gestion des déchets rigoureuse dans un parc naturel régional) ;
- le logement et le cadre de vie ;
- l'entretien de la voirie communautaire ;
- la construction, l'entretien et le fonctionnement d'équipements sportifs.

### Régime fiscal et budget
Le régime fiscal de la communauté de communes est la fiscalité professionnelle unique (FPU).
Le budget 2021 s'élevait à 1 101 339 € en investissement et à 12 094 273 € en fonctionnement.

## Projets et réalisations
Les réalisations suivantes ont été financées en tout ou partie par la communauté de communes :
- la réhabilitation du village de vacances de La Prade Haute au Mont-Dore, financée par la CCMS, le département, la région, l'État et l'Europe pour un coût de 7 300 000 €[Off 2],[Off 8] ;
- le téléphérique de la Perdrix à Super-Besse, réalisé en 2008[Off 8] ;
- l'aménagement de la plage ouest du lac Chambon et d'un chemin aux alentours,
- bâtiment d'accueil du Château de Murol

## Office de Tourisme du Sancy
L’Office de Tourisme du Sancy a été créé le 1er janvier 2003, par la Communauté de Communes du Massif du Sancy sous forme d’une Régie communautaire dotée de la personnalité morale et de l’autonomie financière chargée de l’exploitation d’un service public à caractère industriel et commercial. Il a pour missions principales le communication et l’accueil de touristes. L’Office de Tourisme du Sancy gère 10 bureaux de tourisme/ points infos et un Relais d’Information Touristique (collaboration avec un commerce) Il est classé en catégorie 1 (renouvelé le 06/11/2024) et labellisé Qualité Tourisme (renouvelé le 04/06/2024).
Sont siège social est situé Boulevard Mirabeau- 63240 LE MONT-DORE

### Administration
l’Office de Tourisme est administré par un Conseil d’Administration, son Président et un Directeur.
Composition du Conseil d’Administration : 2 collèges – 20 membres élus par le Conseil Communautaire
- un collège « Élus» comprenant 11 représentants du Conseil communautaire, désignés par celui-ci.
- un collège «Socioprofessionnels» comprenant 7 représentants des activités, professions et organismes intéressés au tourisme dans le territoire de la Communauté de Communes du Sancy

Les membres sont élus pour 3 ans.

### Présidents
Le Conseil d’Administration élit en son sein un bureau composé de 5 membres :
Un président - Deux vice-présidents - Un secrétaire - Un secrétaire-adjoint
| Période    | Période      | Président             | Qualité                           |
| ---------- | ------------ | --------------------- | --------------------------------- |
| 01/01/2003 | 05/07/2017   | André GAY             | Maire de Besse et Saint-Anastaise |
| 05/07/2017 | 11/08/2020   | Gérard BRUGIERE       | Maire de Murat-le-Quaire          |
| 11/08/2020 | actuellement | Jean-François CASSIER | Maire de Murat-le-Quaire          |

### Directeurs
Le Conseil Communautaire nomme le Directeur :
| Période    | Période      | Directeur              |
| ---------- | ------------ | ---------------------- |
| 01/01/2003 | 31/12/2004   | Jean-François GAUTHIER |
| 01/01/2005 | actuellement | Luc STELLY             |

### Budget
Le budget de l'Office de Tourisme du Sancy en 2023 est de : 4 245 000 € à la section de fonctionnement et de 444 131 € à la section d’investissement

#### Insee
Certaines données sont issues du dossier local établi par l'Insee, dans les limites géographiques au 1er janvier 2024 [lire en ligne (page consultée le 13 juillet 2024)] :
1. ↑  POP T1 - Population en historique depuis 1968 .
2. ↑  POP T2M - Indicateurs démographiques en historique depuis 1968.
3. ↑  POP T3 – Population par sexe et âge en 2021.
4. ↑  LOG T2 – Catégories et types de logements.
5. ↑  LOG T7 – Résidences principales selon le statut d'occupation.
6. ↑  EMP T1 – Population de 15 à 64 ans par type d'activité.
7. ↑  EMP T5 – Emploi et activité.
8. ↑  DEN T3 - Nombre d'entreprises par secteur d'activité au 31 décembre 2017.
9. ↑  DEN T5 - Nombre d'établissements par secteur d'activité au 31 décembre 2017.
10. 1 2 3  Office de Tourisme du Sancy - décembre 2019

#### Site officiel
1. ↑  « Infos pratiques » (consulté le 8 février 2015).
2. 1 2  « Tourisme » (consulté le 8 février 2015).
3. ↑  « Commerces » (consulté le 27 octobre 2013).
4. ↑  « Zone d'activités » (consulté le 27 octobre 2013).
5. ↑  « L’équipe exécutive » (consulté le 6 décembre 2023)
6. ↑  « Statuts et compétences » (consulté le 8 février 2015).
7. ↑  André Gay (dir.), « Le budget 2013 », Sancy Mag, no 18,‎ juillet-août-septembre 2013, p. 7 et suiv. (lire en ligne [PDF]).
8. 1 2  André Gay (dir.), « Un aménagement solidaire… L'exemple de la Prade Haute », Sancy Mag, no 18,‎ juillet-août-septembre 2013, p. 3 (lire en ligne [PDF]).

#### Autres sources
1. ↑  « Projet de schéma départemental de coopération intercommunale (SDCI) – Département du Puy-de-Dôme » [PDF], Préfecture du Puy-de-Dôme, octobre 2015 (consulté le 7 juillet 2016).
2. ↑  Carte CDCI du Cantal [PDF], Préfecture du Cantal, 7 mars 2016.
3. ↑  « Schéma départemental de coopération intercommunale (SDCI) – Département du Puy-de-Dôme » [PDF], Préfecture du Puy-de-Dôme, 30 mars 2016 (consulté le 7 juillet 2016).
4. ↑  Direction des collectivités territoriales et de l'environnement – Bureau du contrôle de légalité – Intercommunalité, « ARRÊTÉ no 16-02257 du 10 octobre 2016 », Recueil des actes administratifs no 63-2016-039, Préfecture du Puy-de-Dôme, 14 octobre 2016 (consulté le 28 décembre 2016), p. 69-72.
5. ↑  « Arrêté portant création de la commune nouvelle de Saint-Diéry », sur Préfecture du Puy-de-Dôme, p 41-45 (consulté le 14 décembre 2018)
6. 1 2  Carte de la communauté de communes et des structures intercommunales voisines sur le site Géoportail de l'IGN (consulté le 8 décembre 2015).
7. ↑  « Population par sexe et âge en 2021 - Département du Puy-de-Dôme (63). », sur Insee, 27 juin 2024 (consulté le 13 juillet 2024).
8. ↑  Office de Tourisme du Sancy - Site Pro, « Page de Statistiques »
9. ↑  « Horizons Sancy : 10 ans de land art en Auvergne », Le Progrès,‎ 25 juillet 2016 (lire en ligne, consulté le 4 septembre 2022)
10. ↑  Direction des collectivités territoriales et de l'environnement – Bureau du contrôle de légalité – Intercommunalité, « ARRETE no 19-01889 constatant le nombre total de sièges que comptera l'organe délibérant de la communauté de communes du Massif du Sancy ainsi que celui attribué à chaque commune membre, lors du prochain renouvellement général des conseils municipaux » [PDF], Recueil des actes administratifs no 63-2019-113, sur puy-de-dome.gouv.fr, Préfecture du Puy-de-Dôme, 30 octobre 2019 (consulté le 25 décembre 2019), p. 247-249.
11. ↑  « Conseil d'administration », sur Espace Professionnels (consulté le 18 août 2020)

### Sources
- Fiche dans la base nationale sur l'intercommunalité (page consultée le 24 février 2022).